# AtlantaSanad
AtlantaSanad S.A. ist ein marokkanisches Unternehmen mit Sitz in Casablanca. Es ist eines der größten marokkanischen Versicherungsgruppen. Die Einnahmen verteilen sich wie folgt auf die einzelnen Geschäftsbereiche:
- Nichtlebensversicherungen (78,2 %): vor allem Kfz-, Kranken-, Arbeitsunfall-, Feuer-, Transport- und Invaliditätsversicherungen
- Lebensversicherungen (21,8 %)
Die Produkte und Dienstleistungen werden über 349 Versicherungsagenturen und 321 Makler sowie einen Direktvertrieb vermarktet.
Mehrheitsaktionär ist die marokkanische Holmarcom-Gruppe.
Die Aktien sind an der Bourse de Casablanca notiert und sowohl Teil des Moroccan All Shares Index (MASI) als auch des MASI 20, dem Index der 20 meist gehandelten Unternehmen.

## Geschichte
Ein Vorgängerunternehmen, Assurance Henri Croze, wurde 1917 gegründet. Atlanta selbst wurde 1947 gegründet. 1949 erweiterte Atlanta seine Geschäfte und widmete sich industriellen Risiken. 1974 wurde Atlanta von der Holmarcom-Gruppe übernommen. 1975 kauft das Unternehmen CPA die Atlanta-Gruppe und benannte sie in Sanad  um. Im Jahre 1999 erwarb die Holmarcom-Gruppe die Unternehmen CPA und Sanad. 2007 erfolgte der Börsengang. 2007 erhöhte Holmarcom seine Beteiligung auf 70 %. Am 1. Juni 2020 wurden Atlanta und Sanad auf Initiative von Holmarcom zu AtlantaSanad fusioniert.